# Zakochani są sami na świecie
Zakochani są sami na świecie – czwarty album Czerwono-Czarnych wydany w 1968 nakładem wydawnictwa Pronit. 

## Lista utworów
| 1.  | "Nie będzie mnie w domu" (J. Kondratowicz/P. Figiel)                  | 1:31  |
|     |                                                                       |       |
| 2.  | "Zakochani są sami na świecie" (J. Kondratowicz/R. Poznakowski)       | 2:29  |
|     |                                                                       |       |
| 3.  | "Jesteś i będziesz wspomnieniem" (J. Kondratowicz/P. Figiel)          | 2:53  |
|     |                                                                       |       |
| 4.  | "Noc bez księżyca" ((I. Grygolunas/M. Święcicki)                      | 2:53  |
|     |                                                                       |       |
| 5.  | "Z dnia na dzień" (J. Krynicz/P. Figiel)                              | 2:36  |
|     |                                                                       |       |
| 6.  | "Był taki ktoś" (K. Dzikowski/M. Święcicki)                           | 3:11  |
|     |                                                                       |       |
| 7.  | "Mały książę" (K. Dzikowski/R. Poznakowski)                           | 3:47  |
|     |                                                                       |       |
| 8.  | "Napiszę do ciebie z dalekiej podróży" (A. Korzyński/J. Kondratowicz) | 2:18  |
|     |                                                                       |       |
| 9.  | "Nim ktoś zostanie sam" (J. Kondratowicz/K. Maga)                     | 2:42  |
|     |                                                                       |       |
| 10. | "Kasia to właśnie ja" (J. Krynicz/K. Maga/M. Głogowski)               | 2:19  |
|     |                                                                       |       |
| 11. | "Opowiedz mi swoją historię" (J. Kondratowicz/M. Głogowski/P. Figiel) | 3:03  |
|     |                                                                       |       |
| 12. | "Chciałabym patrzeć na ciebie" (J. Krynicz/K. Maga)                   | 1:49  |
|     |                                                                       |       |
| 13. | "Małe kłamstwa" (A. Skorupka/A. Bianusz)                              | 2:52  |
|     |                                                                       |       |
| 14. | "Chłopiec z wyspy" (A. Korzyński/A. Tylczyński)                       | 2:36  |
|     |                                                                       |       |
|     |                                                                       | 36:59 |
|     |                                                                       |       |

## Skład
- Katarzyna Sobczyk – śpiew
- Henryk Fabian – śpiew
- Tadeusz Mróz – gitara
- Klaudiusz Maga – organy, pianino
- Henryk Zomerski – gitara basowa
- Ryszard Gromek – perkusja
- Ryszard Poznakowski – organy (7)